# Impasse Trézel
L’impasse Trézel est une voie de la ville de Saint-Denis.

## Situation et accès

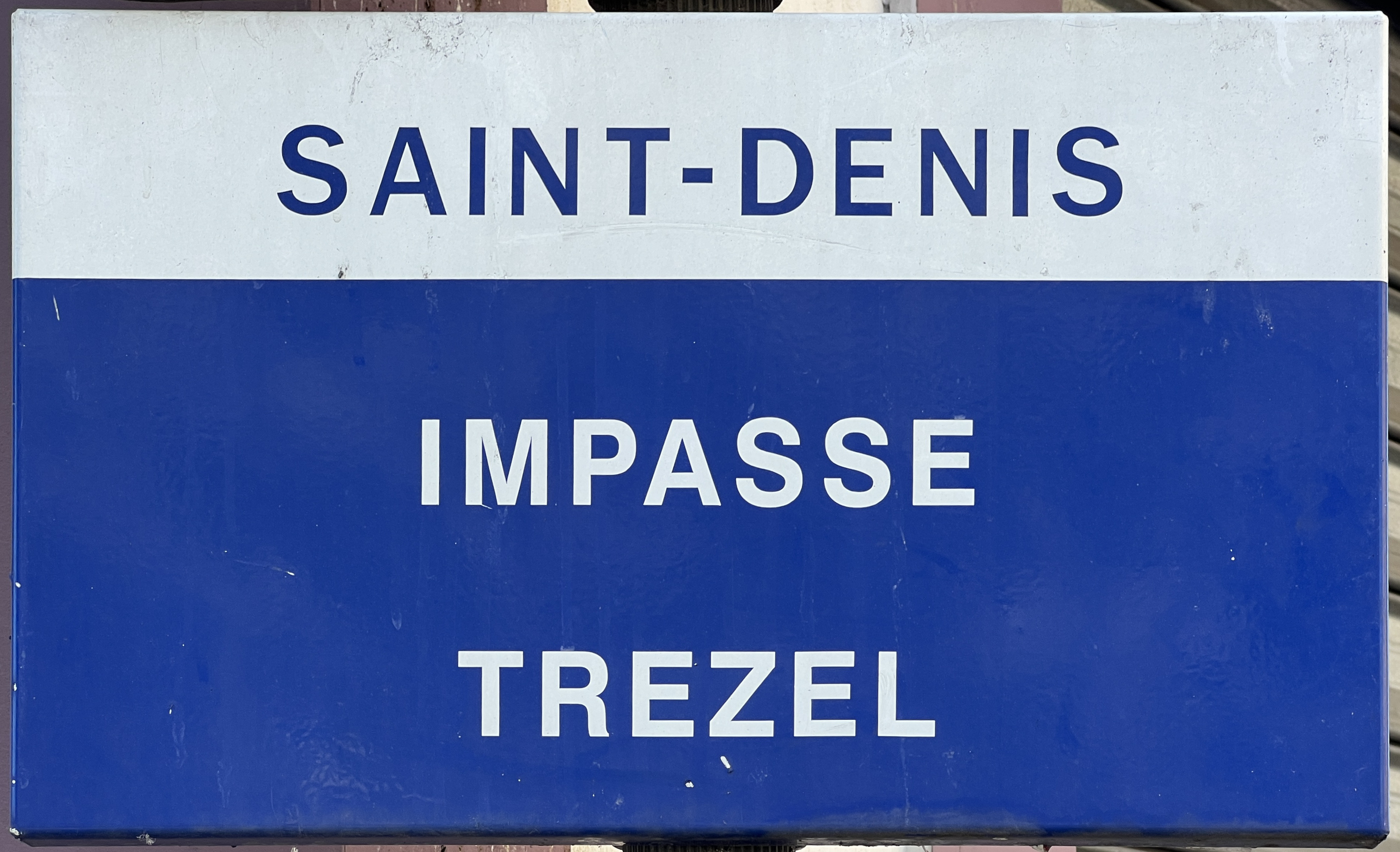
Plaque Impasse Trézel, en 2022.

Partant du faisceau ferroviaire, cette voie de circulation est une impasse fermée à l'occident. Côté est, sa desserte est assurée par la station de métro Front populaire.

## Origine du nom
Comme il était de coutume au XIXe siècle lorsqu'une nouvelle voie était percée sur des terrains expropriés, elle porte le nom de l'ancien propriétaire de l'endroit.

## Historique

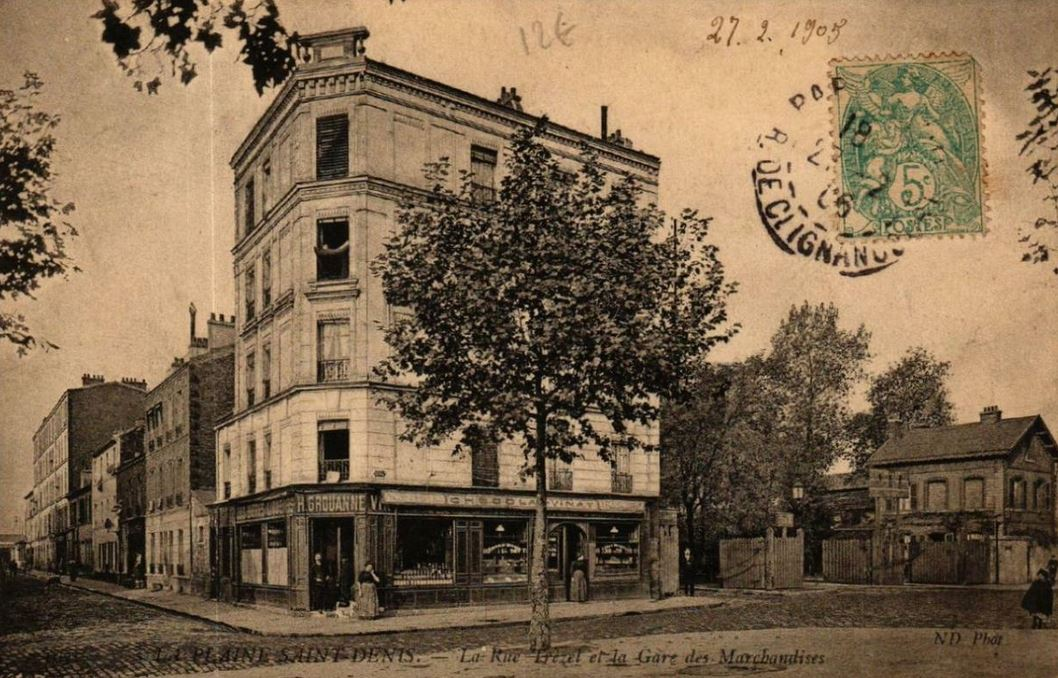
La gare des marchandises rue Trézel dans les années 1900.

L'impasse Trézel desservait la première gare de voyageurs de La Plaine. Vingt ans après la création de la ligne ferroviaire, une pétition menée par le maire de la ville obtint en 1869 l'accord de l'ouverture de cette gare, projet approuvé par l'Administration en 1871
.
Le 2 septembre 1914, dès le début de la première Guerre mondiale, la voie, alors dénommée « rue Trézel », est bombardée par un raid aérien, exécuté par des avions, visant la gare de marchandise de La Plaine Saint-Denis.
À nouveau, elle a été durement touchée lors du bombardement du 21 avril 1944 qui visait les installations ferroviaires de la Plaine-Saint-Denis,.
La « rue Trézel » est devenue l'« impasse Trézel », après les travaux de construction de l'autoroute A1, qui a fait disparaitre la majeure partie de la voie qui permettait d'accéder à la gare de marchandises de La Plaine Saint-Denis.
En juin 2021, un employé de la mairie y découvre sur un terrain en friche, un sac d'ossements dont l'identification est toujours en cours.

## Bâtiments remarquables et lieux de mémoire

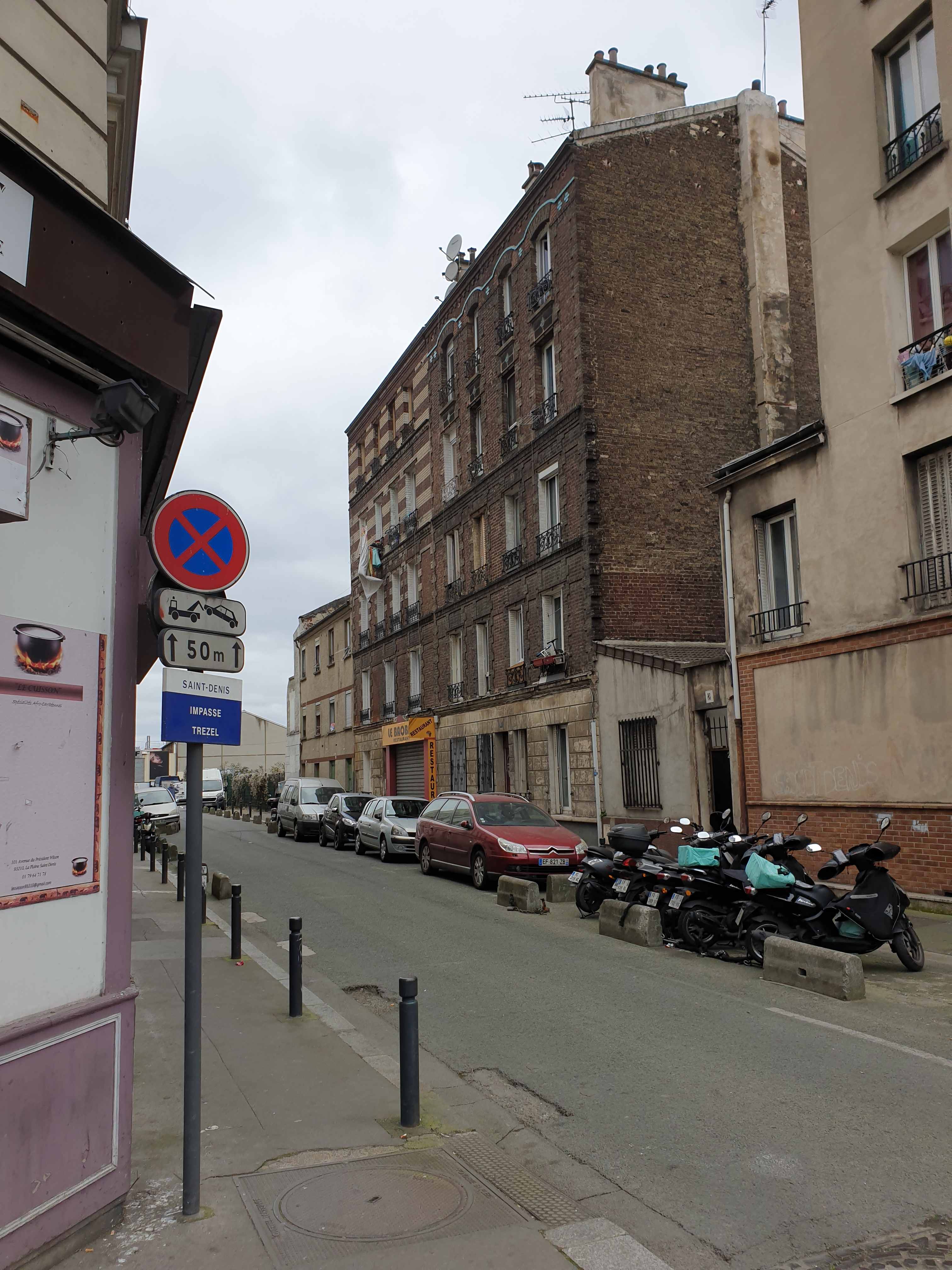
L'impasse en février 2023.

- Cette voie longe les anciennes usines de verreries Legras[7].
- Avant de devenir une impasse, la « rue Trézel » permettait d'accéder à la gare de marchandises de La Plaine Saint-Denis[5].